# チェロ
チェロは、西洋音楽で使われるヴァイオリン属の弦楽器の一種である。ヴィオロンチェロ（イタリア語: violoncello）の略称。弦の数は4本。略号は「Vc」。セロとも表記される。

## 概要
西洋のクラシック音楽における重要な楽器の一つで、オーケストラによる合奏や弦楽四重奏、弦楽五重奏、ピアノ三重奏といった重奏の中では低音部を受け持つ。また、独奏弦楽器としてはヴァイオリンと並んで重要であり、多くのチェロ協奏曲やチェロソナタが書かれている。ポピュラー音楽においては決して一般的ではないが、しばしばポップスやロックの曲中でも用いられる。
ベルリオーズの時代には俊敏性に欠けると言われた歴史があるものの、現在ではヴァイオリンやヴィオラに可能な演奏技巧は現実的にチェロでも可能と解釈されている。

## 語源
「チェロ」という語はイタリア語の "Violoncello" に由来するが、その由来は若干複雑な派生語によっている。まずヴィオローネは「大きなヴィオラ」（"Viola" と接尾辞"one"）という意味であり（ちなみにこの「ヴィオラ」とは現在のヴィオラのことではなく単に弦楽器の意である）、"Violoncello" は「小さい『大きな弦楽器』」となる。そして"Violoncello"の語が英語に外来語として入った後に "Cello" と略されるようになり、イタリア語で「小さい」を意味する形容詞が独立し「チェロ」という楽器名として定着した。なおオーケストラのスコアでは通常チェロ群はイタリア語での複数形で"Violoncelli"と記述される。

## 構造

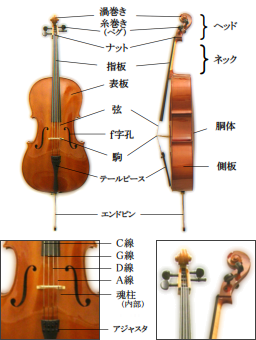
チェロの各部の名称。魂柱は内部にある柱であり、およその位置を図示している

チェロは、同じくヴァイオリン属の楽器であるヴァイオリンやヴィオラとほぼ同じ構造である（なお、コントラバスはヴィオラ・ダ・ガンバ属の影響を強く受けているため、チェロなどの他の3つとは多少異なる）。ただし、低い音を出すために形全体が大きく、特に厚みが増している。また、チェロはその大きさと重さゆえにヴァイオリンやヴィオラのように顎で挟んで保持することが困難なので、エンドピンを床に立てて演奏する。本体の大きさに比べると指板はヴァイオリンなどより若干細めである。ヴァイオリン属では低音楽器になるほど胴体と弦の角度が大きいため、ヴァイオリンに比べると駒が高く丈夫に作られている。弓もヴァイオリンなどより太いが、長さは逆に短い。
弦は現在では金属弦が主であり、低音弦には質量を保ったまま細く仕上げるために、タングステンや銀を使用した弦が使われることがある。バロック奏者においては、ナイロン弦やガット弦が使用されることもあるが、音量やメンテナンス、寿命に難があり使い手を選ぶ。
受け持つ音域からすると本来チェロはもっと大型化すべき楽器であるが、演奏が困難になるため現在のサイズとなっている。弦の長さもこれ以上長くできないので、巻線を使用するなどして低い音を出すようにしている。正しく調弦した状態で4本の弦にかかる張力は、弦の銘柄によって多少は異なるがおおむね同じであり、最も太いC弦も最も細いA弦もほぼ同じ9 - 13kg程度の張力で、楽器全体では40 - 50kgの張力となる。コントラバスやギターのようなウォームギアによる巻き上げ機構は一般的に備えておらず、ヴァイオリンやヴィオラと同じように木製のペグの摩擦だけで弦の張力を支えている。このため、ペグの調整が不完全な状態であると調弦が極めて困難である。
楽器本体は基本的に表板は、スプルースなどの木材で製作され、それ以外はメイプルが使用されることが多い。指板には通常黒檀が使用されるが、真っ黒な黒檀が枯渇して希少となっているので、茶色の黒檀を塗装して使用したり、廉価な楽器では塗装されたメイプルが使用される。ドライカーボン製のチェロもアメリカでは販売されており、独特の音色と音量でユーザーが増えつつある。ドライカーボン製のチェロであっても、駒や魂柱は木製のものを使用する。非売品としてガラスやアルミ製のチェロも製作されたこともあるが、日常の演奏に耐え得るものではない。エンドピンには亜鉛の合金が使用されることが多いが、最近ではカーボンやチタン、タングステンなども使用されている。

## 歴史

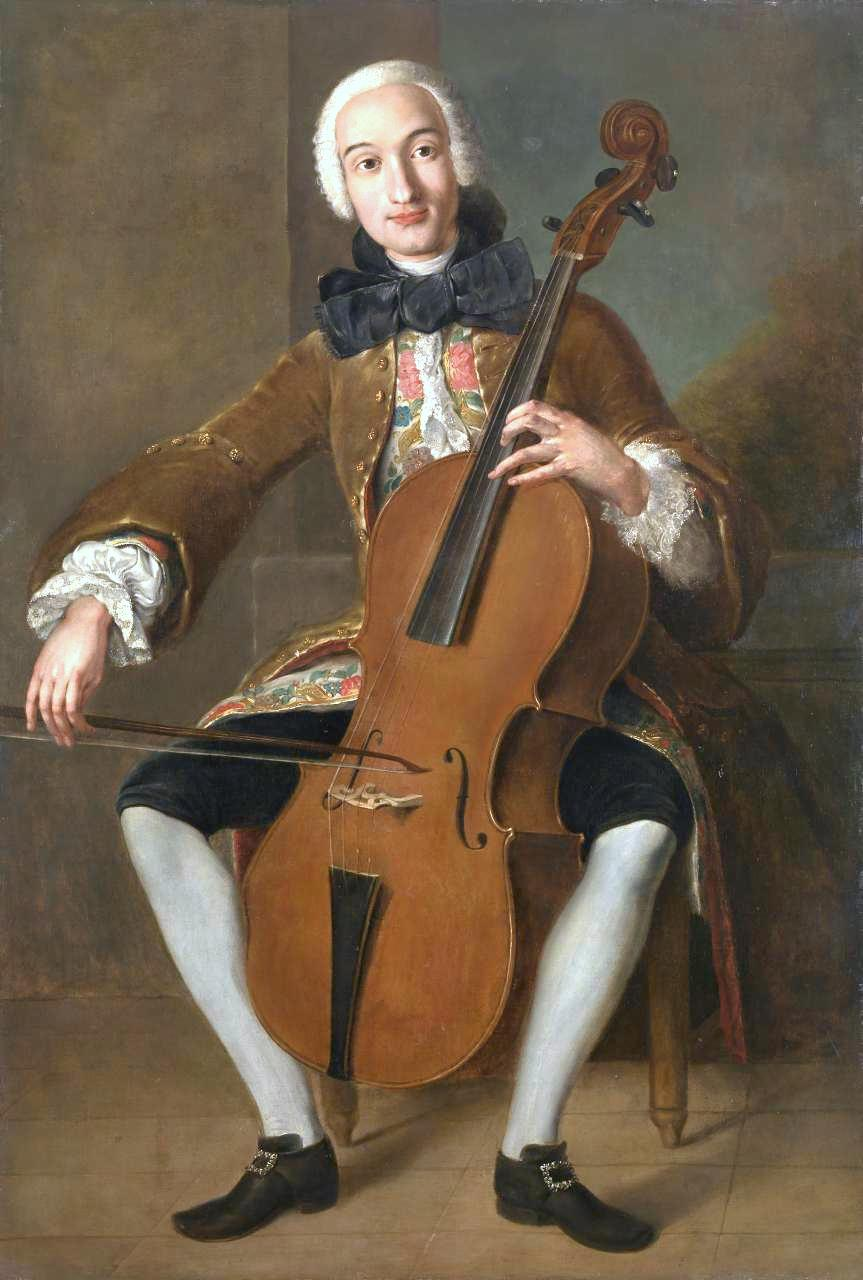
チェロを弾くルイジ・ボッケリーニ。エンドピンがなく、脚にはさんで弾いている。弓の持ち方も現代と異なる

現在のスタイルのチェロ形態が確立したのは18世紀末以降であり、それまでは各種の形態、演奏法があったと推察されている。J.S.バッハと同時代で親戚に当たるJ.G.ヴァルターの音楽辞典(1732)には「チェロはイタリアの低音楽器で、ヴァイオリンのように演奏された。すなわち部分的に左手で支えられた」と記されている。また、レオポルト・モーツァルトの「ヴァイオリン奏法」(1756)では、「かつては5弦であったが今は4弦しかない」「この頃は脚の間に挟んで支えられる」と記されており、かつてはヴァイオリンのような奏法であったこと、ヴィオロンチェロ・ピッコロやヴィオラ・ポンポーザのような楽器も広くチェロという楽器であったことが推察される。実際に当時の絵画や彫刻ではチェロと思しき楽器を肩の上または胸に当てて演奏する姿が見られる。近年、このタイプのチェロ（ヴィオロンチェロ・ダ・スパッラ＝肩かけチェロ）の復元演奏が主にバロック・ヴァイオリン奏者の手によって行われている (外部リンク参照) 。稀にヴィオラ・ダ・ガンバを「チェロの祖先」と表現することがあるが、ヴィオラ・ダ・ガンバ属とヴァイオリン属は直接的な祖先・子孫という関係には当たらないため、誤りである。
1600年代、フランチェスコ・ルジェッリは、それまでのチェロより小型の形状のチェロを造り高い評価を得た。ルジェッリが発案したチェロの形状はアントニオ・ストラディバリやグァルネリといった名工にも模倣されていくことになる。ルジェッリのチェロは『ルジェリ型』としばし呼ばれるが、ストラドはさらに改良を進め、1600年代末から1700年代初頭にやや縦長の『ストラド型』という今日最も模倣されている形状に辿り着いた。一方ストラドと同じ時期のドメニコ・モンタニャーナの作品もとりわけ高名である。ドメニコ・モンタニャーナの楽器は『モンタニャーナ型』と呼ばれ、モンタニャーナ型はストラド型と比較して幅が広く、全高さが低いのが特徴的である。幅の広さは作品によってまちまちであるが、アッパーバウツが38cmを超える大型の楽器もある。
1800年頃を境に音量が求められるようになり、金属弦が採用されるようになった。弦の張力も増し、弓の形状も変わった。それに対応するために楽器の構造や仕様に手が加えられた。この改造後の現代仕様のチェロをモダン・チェロ、歴史的楽器で改造を受けていないものをバロック・チェロといって区別することがある。バロック・チェロには通常エンドピンがない。

## 調弦

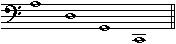
チェロの各弦の調弦

チェロには4本の弦があり、奏者から見て左側、音が最も高い弦から第1弦、第2弦、第3弦、第4弦と番号が振られている。調弦は、第1弦が中央ハ音のすぐ下のイ音(A3)であり、以下完全5度ごとに、ニ(D3)、ト(G2)、ハ(C2)となる。弦の呼び名を番号でなく「C線」「C弦」 (慣習的に「ツェーせん」「ツェーげん」とドイツ語読みする) などと音名で呼ぶことも多い。第4弦のハ音は中央ハ音の2オクターブ下の音となる。この調弦はヴァイオリンより1オクターブと完全5度低く、ヴィオラより1オクターブ低い。
変則的な調弦 (スコルダトゥーラ) による楽曲もある。J.S.バッハの「無伴奏チェロ組曲」第5番では第1弦を1全音低めのG3に調弦する。同じく第6番は、第1弦より完全5度高いE4の弦を1本追加した5弦の楽器ヴィオロンチェロ・ピッコロ用に書かれている。コダーイ・ゾルターンの「無伴奏チェロソナタ 作品8」 (低い方からB1, F#2, D3, A3と調弦) も変則的な調弦である。

## 音域
チェロは最低音のC2から、指板を押さえる通常の方法のみによって4オクターブを越える広い音域を持つ。駒寄りの弦を押さえることにより5オクターブまで発音することは出来るが、それで曲を演奏することは技術を要する。一方ハーモニクスという手法を用いて、さらに数オクターブまで高い音を出すことも可能である。これはチェロが縦に構えられて演奏され駒近くの弦を押さえるのが、ヴァイオリンなどと比較して容易なことに起因する。このため、チェロ用に書かれた曲には、ヴァイオリンやビオラでは音域が不足するために演奏不能な曲も多い。また、チェロの広い音域は、単一の楽器だけでアンサンブルを組むことを可能としている。因みに、チェロの音色の特徴は温かみのある中低音でゆったりと響く音色。

## 記譜法
チェロのための楽譜は、基本的にはヘ音記号で書かれるが、高音域になるときにはテノール記号（ハ音記号）も使われる。ト音記号も稀に使われるが、時代によって意味が異なるので要注意である。主に19 世紀にはト音記号は声楽のテノールと同じようにオクターブ下げて読むのが普通であった。テノール記号が併用される現代では、ト音記号も実音で記譜する。

## 演奏法

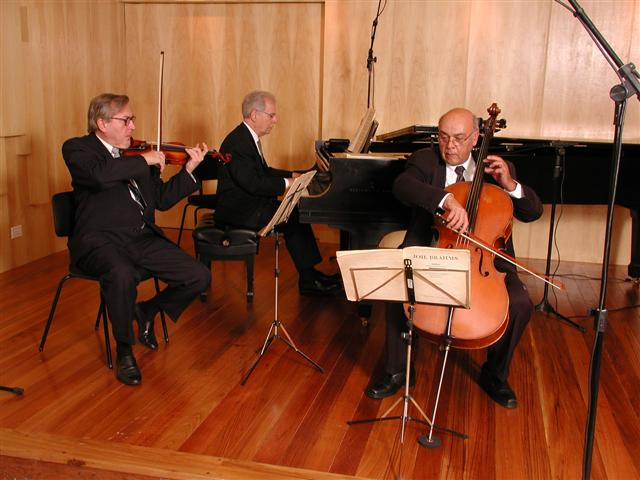
ピアノ三重奏。右端がチェロ

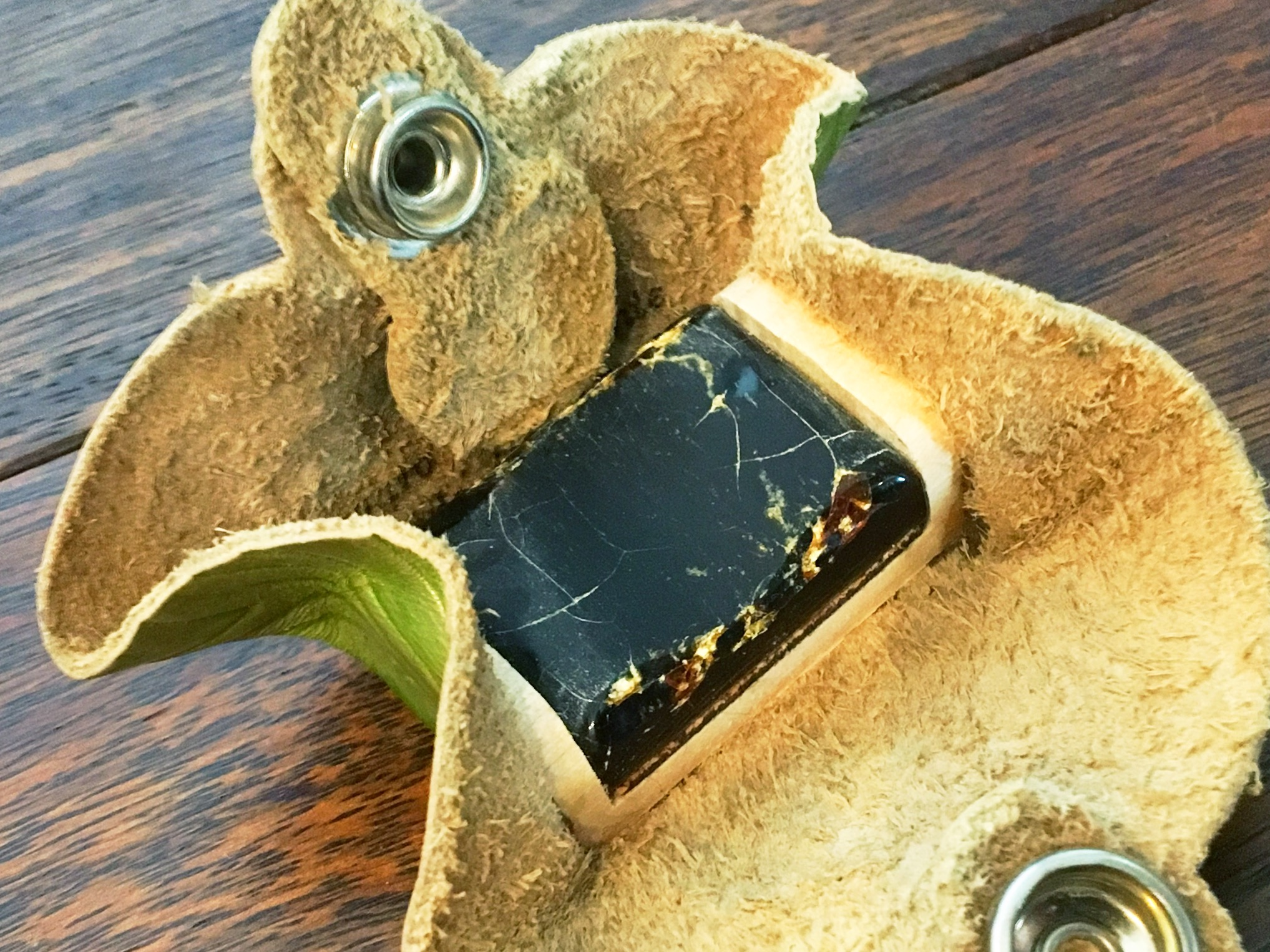
チェロの演奏に使う松脂

演奏法については、楽器の構え方が大きく異なっていたりポジションのシステムが異なっていたりはするが、ヴァイオリンと共通する部分が多い。
以下に、ヴァイオリンの奏法と大きく異なる点を列挙する。
- 楽器は、胴を左右の脚の間に置き、棹（ネック）が奏者から見て顔の左側にくるように構える。楽器がずれないようにエンドピンの先を床に固定する。
- 運指は、低ポジション（指板の上の方を用いる）では人差し指・中指・薬指・小指を用い、各指で押さえる音程の間隔は半音を基本とする（人差し指と中指の間は全音とすることもあり「拡張」と呼ばれる）。この関係上、音階などの運指においてヴァイオリンよりも頻繁に開放弦が用いられる傾向にある。またヴァイオリンと比べて頻繁なポジション移動が必要になる。概ね第7ポジションを境として以降の高ポジション（指板の下部を用いる）では親指も指板上に乗せて弦を押さえる（親指のポジション）。
- 親指のポジションでは親指を含む各指の間の音程はヴァイオリンと同様に全音・半音の双方を取る（ただし小指は余り用いられない）。この場合には親指を用いない低ポジション時と違い頻繁なポジション移動が不要になるため、分散和音などの急速なパッセージでは低ポジションでも敢えて親指のポジションが用いられることがある。また、この奏法のお蔭でチェロの実効的音域はヴァイオリンのそれよりも概ね5度ほど広くなる。
- 重音は、ヴァイオリンほど頻繁には用いられず、また多くの制限を受ける（たとえば開放弦を用いないオクターブ重音は低ポジションでは不可能である）。これは特に低ポジション時に各指が半音間隔で音を取らなければならないためである。従って、重音を高度に用いるパッセージでは親指のポジションの高度に技巧的な活用が要求されることが多い。
- 運指だけではなく運弓も、一般にヴァイオリンよりも大きい動きを要求されることが多い。単純に楽器の大きさからくる違いもあるが、ヴァイオリンよりも遥かに太く張力の強い弦を振動させるために弓は大きく使われる傾向にあるし、運指の関係上たとえばオクターブ跳躍の際の移弦は隣接する弦ではなく2つ隣の弦になる。他方で、一般にチェロの弓の長さはヴァイオリンの弓のそれよりも「短い」ので、これらの問題が増幅される傾向にある。
- ヴァイオリンは弓の傾きを変えて弦に接する毛の量を操作する奏法があるが、チェロには存在せず、弦に接する弓の毛の量は弓の弦への沈め方で操作する。
- ヴァイオリンは右手首と右手指を組み合わせて動かし、はっきりした発音やなめらかな返しを行う「指弓」という奏法があるが、チェロは右手首を積極的に動かすことは推奨されない。
- 構え方の違いから、ヴァイオリンでは高音弦が弓を持つ手元に近くなるが、チェロでは逆に低音弦が手元に近くなる。従って、たとえば重音奏法の場合には右腕の動きはヴァイオリンとチェロでは逆になる。
- 調弦は、低音域で5度の和音の響きを聴き取り、ペグによって調弦をする。しかし、楽器の構造上、弦の張力が強く、またそのためにスチール弦が用いられることも相まって、ペグによる微調整が難しいため、すべての弦にアジャスターが組み込まれたテールピースが採用されることが多い。他方、ヴァイオリンやヴィオラは隣り合う弦の重音で調弦し、また柔らかく調弦しやすい金属巻きガット弦を用いる奏者が多いので、アジャスターをすべての弦に取り付ける例は少ない。なお、アジャスターによる調弦の際には自然フラジオレットを活用し、隣り合った低い方の弦の第3倍音と高い方の弦の第2倍音が同音程となるようにアジャスターで調整する方法もよく用いられる。

## チェロ奏者（チェリスト）
著名なチェロ奏者についてはチェリストを参照のこと。ポピュラー界においては、溝口肇が著名な奏者として知られる。他にも、フィンランドのヘヴィメタルバンドのアポカリプティカが、チェロによってメタルの領域の楽曲を演奏しているケースがある。

## チェロコンクール
- 日本
  - 日本音楽コンクール（チェロ部門）
  - ビバホールチェロコンクール
  - 泉の森ジュニアチェロコンクール
  - ガスパール・カサド国際チェロ・コンクールin八王子
- 日本以外
  - チャイコフスキー国際コンクール（チェロ部門）
  - ロストロポーヴィチ国際チェロコンクール（チェロ部門）
  - ARDミュンヘン国際音楽コンクール（チェロ部門）
  - エリザベート王妃国際音楽コンクール（チェロ部門）
  - ヴィトルト・ルトスワフスキ国際チェロコンクール
  - マルクノイキルヘン国際器楽コンクール

## 関連書
- 『名チェリストたち』マーガレット キャンベル 　東京創元社 ISBN 4488002242